# Beronovo, Burgas
Beronovo (în bulgară Бероново) este un sat în comuna Sungurlare, regiunea Burgas,  Bulgaria. 

## Demografie
Componența etnică a satului Beronovo
     Bulgari (73,4%)
     Romi (21,27%)
     Nicio identificare (5,31%)
     Altele (0%)
La recensământul din 2011, populația satului Beronovo era de 94 locuitori. Din punct de vedere etnic, majoritatea locuitorilor (73,4%) erau bulgari, cu o minoritate de romi (21,27%). Pentru 5,31% din locuitori nu este cunoscută apartenența etnică.